# 埼玉県道69号深谷嵐山線

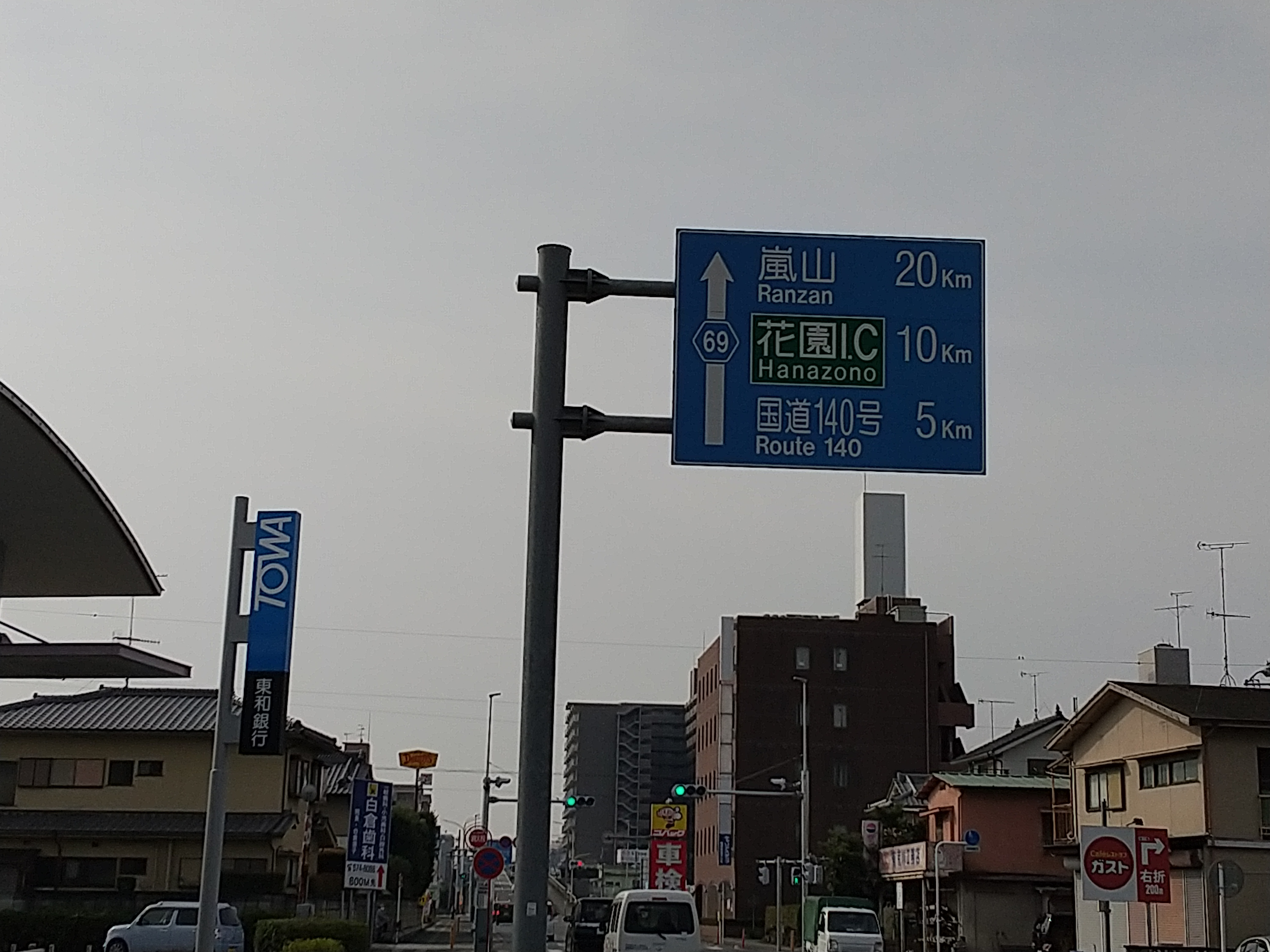
深谷市西島町付近

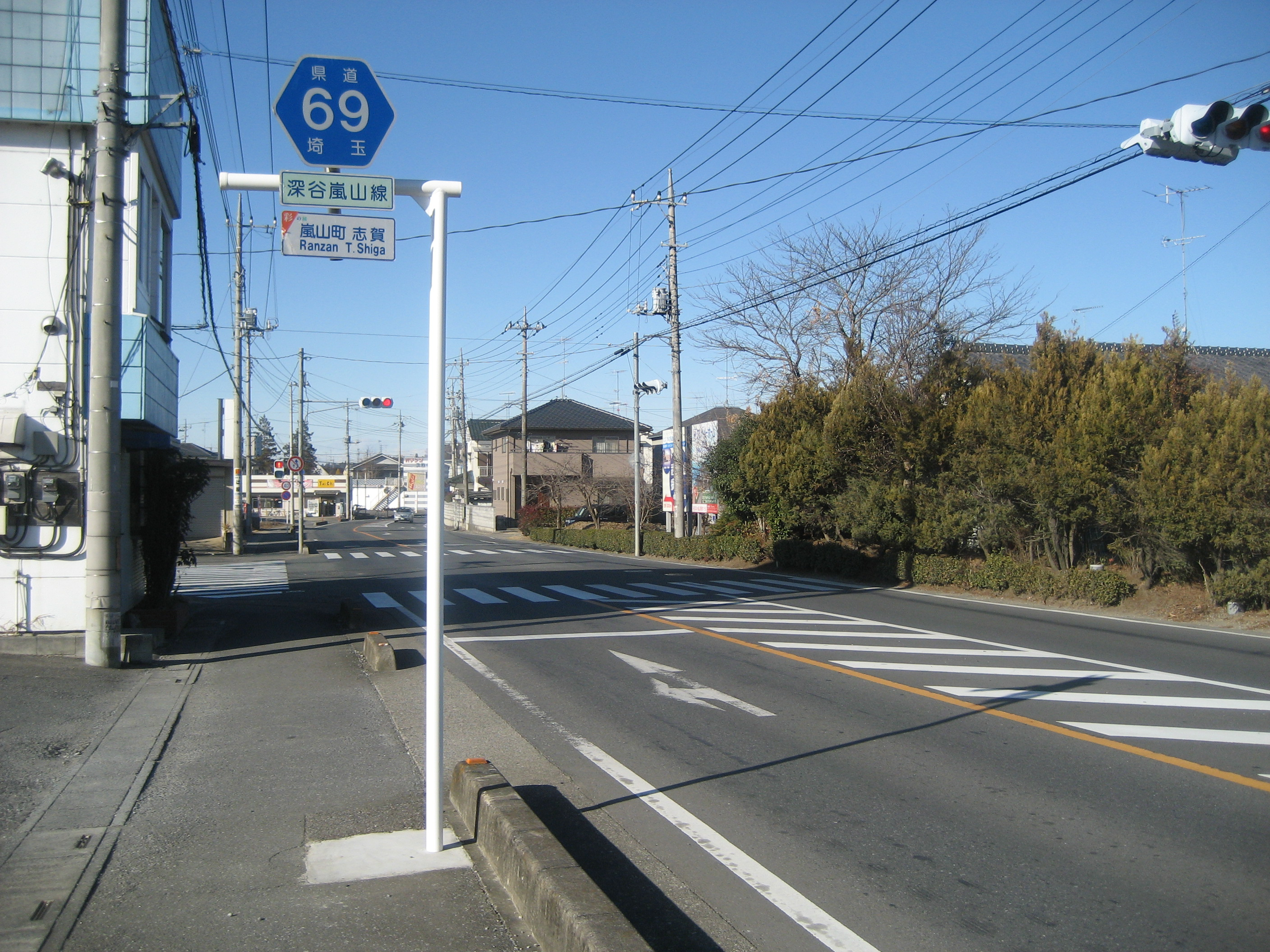
嵐山町志賀付近

埼玉県道69号深谷嵐山線（さいたまけんどう69ごう ふかやらんざんせん）は、埼玉県深谷市の国道17号交差点から比企郡嵐山町の国道254号までを結ぶ県道（主要地方道）である。

## 概要
- 起点：埼玉県深谷市本住町
- 終点：埼玉県比企郡嵐山町菅谷
- 実延長：19.656 km

## 路線状況

### 通称
- 中央通（起点 - 深谷市街地内）

### かつての埼玉県道69号深谷嵐山線
- 埼玉県道62号深谷寄居線起点（深谷市上野台228 - 同市人見393）
- 埼玉県道172号大野東松山線終点（比企郡嵐山町大字菅谷145 - 同郡同町大字大蔵68）

## 地理

### 通過する自治体
- 埼玉県
  - 深谷市
  - 大里郡
    - 寄居町

  - 比企郡
    - 嵐山町
    - 滑川町

### 主な交差する道路
| 交差する道路                             | 交差する道路                  | 交差点名               | 所在地       | 所在地 |
| ---------------------------------------- | ----------------------------- | ---------------------- | ------------ | ------ |
| 国道17号                                 | 国道17号                      | 深谷市深谷城址公園入口 | 深谷市       | 本住町 |
| 埼玉県道47号深谷東松山線                 | 埼玉県道47号深谷東松山線      | 本住町                 | 深谷市       | 本住町 |
| 埼玉県道75号熊谷児玉線                   | 埼玉県道75号熊谷児玉線        | 人見                   | 深谷市       | 人見   |
| 国道140号バイパス                        | 国道140号バイパス             | 田中北                 | 深谷市       | 田中   |
| 国道140号                                |                               |                        | 深谷市       | 田中   |
| 本線                                     | 国道140号                     | 武川                   | 深谷市       | 田中   |
| 埼玉県道81号熊谷寄居線                   | 埼玉県道81号熊谷寄居線        | 本畠駐在所             | 深谷市       | 本田   |
| 埼玉県道184号本田小川線                  |                               |                        | 深谷市       | 本田   |
|                                          | 埼玉県道130号小江川本田線     |                        | 深谷市       | 本田   |
| 埼玉県道11号熊谷小川秩父線               | 埼玉県道11号熊谷小川秩父線    | 古里                   | 比企郡嵐山町 | 古里   |
| 埼玉県道11号熊谷小川秩父線バイパス       |                               | 越畑                   | 比企郡嵐山町 | 越畑   |
|                                          | 埼玉県道173号ときがわ熊谷線   |                        | 比企郡滑川町 | 月輪   |
|                                          | 埼玉県道251号武蔵嵐山停車場線 | 嵐山駅入口             | 比企郡嵐山町 | 菅谷   |
|                                          | 埼玉県道296号菅谷寄居線       | 嵐山三差路             | 比企郡嵐山町 | 菅谷   |
| 国道254号                                | 国道254号                     | 嵐山渓谷入口           | 比企郡嵐山町 | 菅谷   |
| 埼玉県道173号ときがわ熊谷線 ときがわ方面 |                               |                        |              |        |

### 重複区間
- 国道140号（深谷市田中 - 武川）
- 埼玉県道173号ときがわ熊谷線（比企郡滑川町月輪 - 終点まで）

### 交差する鉄道と河川
- JR高崎線（中央陸橋）
- 荒川（植松橋、深谷市田中 - 同市畠山）
- 東武東上線

### 沿線周辺
- JR高崎線 深谷駅
- 武蔵野銀行深谷支店
- 上野台郵便局
- 仙元山公園
  - 深谷ビッグタートル
- ピアゴ川本店
- 秩父鉄道秩父本線 武川駅
- 武蔵野銀行川本支店
- 川本郵便局
- 深谷市役所川本支所（旧川本町役場）
- ふかや農協武川支店
- 深谷市立川本中学校
- 寄居警察署本畠駐在所
- 埼玉県農林公園
- 七郷簡易郵便局
- 嵐山町立七郷小学校
- 小川警察署七郷駐在所
- 嵐山花見台工業団地
- 関越自動車道 嵐山小川IC
- 嵐山文化村
- 杉山城趾
- 嵐山町役場
- 武蔵嵐山病院
- 東武東上線 武蔵嵐山駅